# Большелучинское
Большелучинское — село в Юрьев-Польском районе Владимирской области России, входит в Красносельское сельское поселение.

## География
Село расположено в 22 километрах к западу от Юрьев-Польского и 20 километрах к северу от Кольчугина.

## История
В начале XVII века село было вотчиной боярина, князя Дмитрия Михайловича Пожарского (1577—1642), знаменитого деятеля Смутного времени. Большелучинское относилось к малоизвестным вотчинам князя Пожарского.
Особое место среди царских пожалований занимает поместье в селе Лучинском с деревнями и пустошами Юрьевского (или Суздальского) уезда, позднее купленное князем в вотчину. В 1645-1647 гг. в этой вотчине значились двор приказчика, 38 крестьянских дворов с 88 душами мужского пола и 19 бобыльских дворов с 36 душами4, а также Христорождественский храм с четырьмя престолами в честь Рождества Христова, Софии Премудрости Божьей, архангела Михаила и Николая Чудотворца, о котором в книгах патриаршего казённого приказа под 1628 г. сказано: «церковь Рождество Христово в селе Лучинском в вотчине князя Дмитрия Михайловича Пожарского дани девять алтын две денги десятильнича гривна. 162 г. а по новому дозору дани положено 2 рубля 28 алтын 5 ден., заезда гривна»5.

Господская усадьба в селе Лучинском с 3 дворами «лютцкими», конюшенным и скотным дворами была, вероятно, выстроена еще при Д.М. Пожарском и оставалась во владении его наследников вплоть до 1684 г., когда со смертью внука князя Юрия Ивановича Пожарского род пресекся. В фонде Поместного приказа РГАДА6 сохранился чертеж миниатюра этой усадьбы, датируемый концом XVII началом XVIII вв. (впервые опубликован Ю.А. Тихоновым7 в 2005 г.). В это время она уже принадлежала стольнику князю Григорию Федоровичу Долгорукову (1657-1723). Подобные чертежи, выполненные в иконописной манере, требовались, как правило, в процессе решения земельных споров между вотчинниками или помещиками. Они не ориентированы и не имеют масштаба. Для составления чертежа к месту расположения спорной земли обычно по поручению воеводы выезжала специальная комиссия, в обязанность которой входило выяснение принадлежности земель по показаниям местных жителей. В результате работы комиссии воевода предоставлял в Поместный приказ так называемый «обыск» и чертеж, отличавшийся высокой степенью достоверности8.
В 2 километрах к югу, в селе Большепетровском проходила Стромынская дорога (XVI—XVII вв.), соединявшая Москву, Юрьев-Польской, Суздаль и Владимир.
В XIX — начале XX века село входило в состав Петровской волости Юрьевского уезда, с 1925 года — в составе Юрьевской волости Юрьев-Польского уезда Иваново-Вознесенской губернии. В 1859 году в селе числилось 54 двора, в 1905 году — 99 дворов.
С 1929 года село являлось центром Большелучинского сельсовета Юрьев-Польского района, с 1959 года — в составе Фроловского сельсовета, с 1977 года — в составе Косинского сельсовета, с 2005 года — в составе Красносельского сельского поселения.

## Население
| 1859 | 1905 | 2002 | 2010 | 2021 |
| ---- | ---- | ---- | ---- | ---- |
| 380  | ↗401 | ↘0   | →0   | →0   |

## Достопримечательности
Достопримечательностью села является церковь Рождества Пресвятой Богородицы (1861).

В 1652 году в Христорождественской церкви было 4 престола: Рождества Христова, Софии Премудрости Божией, Архангела Михаила и Святителя Николая Мирликийского. До 1860-х гг. церковь была деревянной. В 1861 г. тщанием прихожан построена ныне существующая каменная церковь с каменной колокольней и оградой. Главный престол освящён в честь Рождества Божией Матери, в трапезной тёплые приделы в честь Рождества Христова и Святителя Модеста, архиепископа Иерусалимского. Причт состоял из священника и псаломщика.

В 2007 году с благословения Архиепископа Владимирского и Суздальского Евлогия храм начали восстанавливать. Восстановление ведется силами братии Свято-Успенского Космина Яхромского мужского монастыря во главе с настоятелем о. игуменом Серафимом (Котеневым) и о. Силуаном.